# Омагуа (язык)
Омагуа (Agua, Anapia, Ariana, Cambeba, Cambeba, Cambeeba, Cambela, Campeba, Canga-Peba, Compeva, Janbeba, Kambeba, Macanipa, Omagua, Omagua-Yete, Pariana, Umaua, Yhuata) — малоупотребительный язык, который относится к подгруппе тупи группы тупи-гуарани языковой семьи тупи, на котором говорит народ омагуа, проживающий в поселениях Грау, Сан-Сальвадор-де-Омагуас, Сан-Хоакин-де-Омагуас, Эль-Порвенир и других на нижнем левом берегу реки Мараньон, около устья реки Укаяли, региона Лорето в Перу, а также в общине Терра-Инджижена-Игарапе-Гранде муниципалитета Альвараэс; в общинах Санта-Крус и Терра-Инджижена-Кокама на правом берегу реки Солимойнс муниципалитета Тефе ареала реки Солимойнс штата Амазонас в Бразилии.
У омагуа есть диалекты айзуаре (айсуари), курасирари (куразикари), курусикури (курузикари) и парагуана (парагуара). Омагуа более похож на язык кокама.